# 33660 Rishishankar
33660 Rishishankar è un asteroide della fascia principale. Scoperto nel 1999, presenta un'orbita caratterizzata da un semiasse maggiore pari a 2,4067241 UA e da un'eccentricità di 0,0565931, inclinata di 8,23271° rispetto all'eclittica.